# Paul Lambrichts
Paul Lambrichts  est un footballeur international belge, né le 16 octobre 1954 à Lanklaar (Belgique).

## Biographie
Il a joué au KSK Beveren et remporté le Championnat de Belgique en 1984. Il termine sa carrière au KSK Beveren. Il a également fait partie de l'équipe de Belgique et joué trois matches lors de l'Euro 1984 qui s'est déroulé en France.

## Palmarès
- International en 1984 (5 sélections)
- Participation à l'Euro 1984 (2 matches)
- Champion de Belgique en 1984 avec le KSK Beveren
- Vainqueur de la Coupe de Belgique en 1983 avec le KSK Beveren
- Vainqueur de la Super Coupe de Belgique  en 1984 avec le KSK Beveren
- Finaliste de la Coupe de Belgique en 1985 avec le KSK Beveren
- Finaliste de la Coupe de Belgique en 1989 avec le Standard de Liège